# Сытнинская улица
Сы́тнинская у́лица — улица в Петроградском районе Санкт-Петербурга. Проходит от улицы Маркина до Кронверкской улицы.

## История
Современное название Сытнинская улица появилось в 1829 году, названа по находящемуся здесь Сытному рынку. Параллельно существовали варианты Сытная улица, Сытненская улица.

## Достопримечательности
- Университет ИТМО;
- Дом № 5 — Сытный рынок;
- Дом № 9 — вовездённый в конце XVIII — начале XIX века, в 1911—1912 году этот дом был перестроен под руководством А. Багракова. В 2003-м здание признали аварийным и снесли в 2014-м[2].
- Дом № 20 — бывший доходный дом Е. В. Сажина, модерн, архитектор Ипполит Претро;

- Общественный сад — на углу Кронверкской и Сытнинской улиц ранее находилась деревянная лютеранская церковь Святой Марии с остроконечной колокольней высотой 32 метра, безвозмездно построенная В. А. Шрётером совместно с И. С. Китнером в 1872—1874 годах по инициативе князя Барклая де Толли-Веймарн. Главным украшением служило расписное алтарное окно, выполненное в мастерской В. Д. Сверчкова. После 1917 года храм был отдан адвентистам, в 1935 году его переделали под клуб, в блокаду — разобрали на дрова[4][5]. В советские годы участок был застроен, эти здания снесли в 2012-м после продажи земли коммерческому девелоперу. Археологические изыскания 2014 года выявили на участке фундамент лютеранской церкви и некрополь с останками 255 человек. Согласно исследованию РАН, в некрополе захоронены приехавшие при Петре I строители Петербурга, работавшие в городе в момент его основания[6]. Вплоть до начала 2020-х участок пустовал, в мае 2021-го горожане устроили на нём общественный сад, высадив многолетние травы и кустарники. Уже в сентябре того же года все насаждения скосили местные коммунальные службы, сославшись на анонимную жалобу[7][8][9]. С конца января 2023 года идёт сбор подписей за сохранение общественного сада, некрополя и присвоение охранного статуса фундаментам церкви[10].